# Xiashan Shuiku
Xiashan Shuiku (kinesiska: 峡山水库) är en reservoar i Kina. Den ligger i provinsen Shandong, i den östra delen av landet, omkring 220 kilometer öster om provinshuvudstaden Jinan. Xiashan Shuiku ligger 33 meter över havet. Arean är 101 kvadratkilometer. Trakten runt Xiashan Shuiku består till största delen av jordbruksmark. Den sträcker sig 20,3 kilometer i nord-sydlig riktning, och 11,2 kilometer i öst-västlig riktning.
Genomsnittlig årsnederbörd är 757 millimeter. Den regnigaste månaden är juli, med i genomsnitt 239 mm nederbörd, och den torraste är januari, med 11 mm nederbörd.